# Ilybius fenestratus
Ilybius fenestratus es una especie de escarabajo del género Ilybius, familia Dytiscidae. Fue descrita científicamente por Fabricius en 1781.

## Distribución geográfica
Habita en Europa y norte de Asia (excepto China).